# Liste von Hip-Hop-Musikern Österreichs
Die Liste Hip-Hop-Musiker Österreichs umfasst bekannte Rapper, Hip-Hop-MCs, Hip-Hop-Sänger, Hip-Hop-DJs, Beatboxer und Hip-Hop-Produzenten, die in Österreich leben oder in Österreich ihre Karriere gestartet haben. Es wird zwischen Solokünstlern und Gruppen unterschieden.

## Solokünstler
|   | Künstlername                                    | Bürgerlicher Name                | Mitgliedschaft in Bands                                                        | Lebensdaten                    | Herkunft                                   |
| - | ----------------------------------------------- | -------------------------------- | ------------------------------------------------------------------------------ | ------------------------------ | ------------------------------------------ |
|   | A.geh Wirklich?                                 | Alexander Gabriel                | Illianz of Lykx                                                                | 1976                           | Wien                                       |
| ? | Ansa                                            | Martin Kühne                     | Die Vamummtn                                                                   |                                |                                            |
| ? | Average                                         | Markus Ebner                     | Die AU                                                                         | Okt. 1988                      | Linz                                       |
|   | Bibiza                                          | Franz Bibiza                     | Kellerkinder                                                                   |                                |                                            |
| ? | Big J                                           | Jakob Kattner                    | Verbale Systematik                                                             | 1984                           | Linz                                       |
|   | Brenk Sinatra                                   | Branko Jordanović                | Betty Ford Boys                                                                | 3. Nov. 1979                   | Wien                                       |
| ? | BumBum Kunst, BumBum Biggalo                    | Konstantin Altreiter             | Sodom & Gomorrah, Kaligula                                                     |                                | Linz                                       |
| ? | Candy Ken                                       | Jakob Kasimir Hellrigl           |                                                                                | 27. Jul. 1992                  | Bregenz                                    |
|   | Chakuza                                         | Peter Pangerl                    | Beatlefield                                                                    | 22. Feb. 1981                  | Linz                                       |
| ? | Skrt Cobain                                     |                                  |                                                                                | 2003                           | Wien                                       |
|   | Crack Ignaz                                     | Betini Udosen                    |                                                                                |                                | Salzburg                                   |
|   | Dame                                            | Michael Zöttl                    | Sentinels Salzburg                                                             | 10. Feb. 1990                  | Salzburg                                   |
| ? | Def Ill, Ruffian                                | Felix Schager                    | Fireclath Soundsystem                                                          | 11. Jän. 1989                  |                                            |
| ? | Deph Joe                                        | Joseph Boyewa                    | Waxolutionists                                                                 | 1977                           | Wien                                       |
| ? | DJ DSL                                          | Stefan Biedermann                |                                                                                | 1969                           | Wien                                       |
| ? | DJ Mosaken                                      |                                  |                                                                                | 28. Feb. 1982                  | Teheran, Iran                              |
| ? | DJ Stickle                                      | Andreas Janetschko               | Beatlefield                                                                    | 13. Nov. 1982                  | Linz                                       |
| ? | Godfrey Egbon                                   | Godfrey Egbon                    |                                                                                | 1991                           | Wien                                       |
| ? | EJ Adem MC                                      | Adem Ejupi                       | Seizu                                                                          |                                | Wien                                       |
|   | Esra Özmen                                      |                                  | EsRap                                                                          | 1990                           | Wien                                       |
|   | Evan Parks                                      | Evan Jacob Parks                 |                                                                                | 1997                           | Encinitas, Kalifornien                     |
|   | Falco                                           | Johann Hölzl                     |                                                                                | 19. Feb. 1967 – † 6. Feb. 1998 | Wien                                       |
| ? | Flip                                            | Philipp Kroll                    | Texta                                                                          | 1973                           | Linz                                       |
|   | Freshmaker                                      | Mario Skakalo                    |                                                                                | 12. Aug. 1987                  | Wien                                       |
|   | Fuchs MC                                        | Dominik Fuchs                    |                                                                                | 1976                           | Wien                                       |
| ? | Gerard, Gerard MC                               | Gerald Hoffmann                  |                                                                                | 1987                           | Wels                                       |
|   | Roman Gregory                                   | Roman Gregory                    | Drahdiwaberl, Ohrrausch                                                        | 2. Mrz. 1971                   | Wien                                       |
|   | Rodney Hunter                                   |                                  | Mordbuben AG                                                                   |                                | Wiesbaden, Deutschland                     |
| ? | Clemens Ivanschitz                              | Clemens Ivanschitz               | Hörspielcrew, Auf Pornali                                                      | 16. Jul. 1980                  |                                            |
|   | Joshi Mizu                                      | Josef Valenzuela                 | Family Bizz                                                                    |                                | Wien                                       |
|   | Kamp                                            | Florian Kampelmühler             | Kamp & Whizz                                                                   | Mrz. 1982                      |                                            |
| ? | Kayo                                            |                                  | Markante Handlungen, Kayo & DJ Phekt                                           |                                |                                            |
|   | KeKe                                            | Kiara Hollatko                   |                                                                                | 11. Nov. 1994                  | Wien                                       |
|   | Kerosin95                                       | Kem Kolleritsch                  | Kaiko, James Choice & The Bad Decisions, My Ugly Clementine und Mira Lu Kovacs | 1995                           |                                            |
|   | Kid Pex                                         | Petar Rosandić                   |                                                                                |                                | Kroatien                                   |
| ? | Kilez More                                      | Kevin Mohr                       |                                                                                | 19. Mrz. 1988                  | Wien                                       |
| ? | Kitana                                          | Matea Tadic                      |                                                                                | 1996                           | Villach                                    |
|   | KsFreakWhatElse                                 | Marcel Dähne                     |                                                                                | 24. Okt. 1993                  | Linz                                       |
|   | Left Boy                                        | Ferdinand Sarnitz                |                                                                                | 17. Dez. 1988                  | Wien                                       |
|   | Leo Aberer                                      | Leo Aberer                       |                                                                                | 27. Mrz. 1978                  | Wien                                       |
| ? | Lex Lugner                                      |                                  | Live from Earth, Silk Mob                                                      |                                | Taxham                                     |
|   | MAdoppelT                                       | Matthias Leitner                 |                                                                                | 2. Mrz. 1983                   | Wien                                       |
|   | Masta Huda                                      | Christian Lisak                  | Schönheitsfehler                                                               | 14. Jän. 1970                  | Wien                                       |
|   | Mavi Phoenix                                    | Marlon Nader, geb. Marlene Nader |                                                                                | 1. Sep. 1995                   | Linz                                       |
| ? | MC Yankoo                                       | Aleksandar (Aleks) Janković      |                                                                                | 27. Aug. 1981                  | Wien                                       |
|   | Mieze Medusa                                    | Doris Mitterbacher               |                                                                                | 1975                           | Schwetzingen, Deutschland                  |
|   | Mista M                                         | Martin Berger                    |                                                                                | 12. Dez. 1991                  | Lilienfeld                                 |
|   | Money Boy, Why SL Know Plug, YSL Know Plug      | Sebastian Meisinger              |                                                                                | 27. Jun. 1981                  | Wien                                       |
| ? | Monobrother                                     |                                  |                                                                                |                                | Wien                                       |
| ? | MOZ, MOZ Psywalker                              | Richard Lechner                  |                                                                                |                                | Salzburg                                   |
| ? | MP The Kid                                      | Marco Pühringer                  |                                                                                |                                | Eferding                                   |
| ? | Ms Def                                          | Petra Stockinger                 | 3seen, MTS                                                                     |                                | Oberösterreich                             |
|   | Joyce Muniz                                     | Joyce Muniz                      |                                                                                | 28. Aug. 1983                  | São Paulo, Brasilien                       |
|   | Murathan Muslu, Aqil                            | Murathan Muslu                   | Sua Kaan                                                                       | 7. Nov. 1981                   | Wien                                       |
|   | Nazar                                           | Ardalan Afshar                   |                                                                                | 20. Sep. 1984                  | Teheran, Iran                              |
| ? | Nenda                                           | Nenda Neururer                   |                                                                                | 1995                           | Tirol                                      |
|   | Nikolai Selikovsky                              | Nikolai Selikovsky               | N.I.K.O.                                                                       | 12. Feb. 1988                  | Wien                                       |
| ? | Ösi Bua                                         | Cedrick Mugiraneza               |                                                                                | 1989                           | Burundi                                    |
|   | Evan Parks                                      | Evan Jacob Parks                 | The Icon                                                                       | 1997                           | Encinitas, Kalifornien, Vereinigte Staaten |
|   | Lukas Plöchl, Wendja, G-Neila                   | Lukas Plöchl                     | Trackshittaz                                                                   | 28. Apr. 1989                  | Freistadt                                  |
|   | RAF Camora, RAF 3.0, RafOMic                    | Raphael Ragucci                  |                                                                                | 4. Jun. 1984                   | Vevey, Schweiz                             |
|   | Tyron Ricketts                                  | Tyron Ricketts                   | Mellowbag, Brothers Keepers                                                    | 29. Jun. 1973                  | Weiz                                       |
|   | Rene Rodrigezz                                  | Rene Seidl                       |                                                                                | 20. Mrz. 1986                  |                                            |
| ? | Royal                                           |                                  |                                                                                | 1990                           | Amstetten                                  |
| ? | Sandra Selimović                                | Sandra Selimović                 | Mindj Panther                                                                  | 1981                           | Zaječar, Süd-Serbien                       |
|   | Schwesta Ebra                                   | Ebru Sokolova                    |                                                                                | 1998                           |                                            |
| ? | Shabab                                          |                                  |                                                                                |                                | Meidling                                   |
| ? | Simonida Selimović                              | Simonida Selimović               | Mindj Panther                                                                  | 6. Feb. 1979                   | Süd-Serbien                                |
|   | Skero, Skero One                                | Martin Schlager, Martin Skerwald | Müßig Gang                                                                     | 1972                           | Mödling                                    |
|   | Svaba Ortak                                     | Pavle Komatina                   | Eastblok-Crew                                                                  | 12. Nov. 1992                  | Wien                                       |
| ? | The Ji, Dieser Ferenc Jetzt, thereal20G, 2Pacca | Edgar Ferenc Pall                |                                                                                | 11. Okt. 1994                  | Wien                                       |
| ? | Wandl                                           | Lukas Wandl                      |                                                                                | 1994                           | St. Pölten                                 |
|   | Whizz Vienna                                    | Oliver Müllner                   | Kamp & Whizz                                                                   |                                | Wien                                       |
|   | Yugo, Jugo Ürdens                               | Aleksandar Simonovski            |                                                                                | 1995                           | Skopje, Nordmazedonien                     |
|   | Yung Hurn, K. Ronaldo                           | Julian Sellmeister               | Live from Earth                                                                | 18. Jän. 1995                  | Donaustadt                                 |
|   | Zabine                                          | Sabine Kapfinger                 |                                                                                | 1. Jän. 1974                   | Niederndorf                                |

## Gruppen
|                 | Name                  | Aktuelle Mitglieder | Ehemalige Mitglieder | Gründung | Auflösung |
| --------------- | --------------------- | --- | --- | -------- | --------- |
|                 | Alles mit Stil        | Markus „Obsitrice“ Oberbichler, Dieter „Tito“ Parth, Samuel „Sam“ Neuwirther, Dominik „Dom“ Sauper                                                            | Johannes „Jak“ Jakober, Alexander „Alexey“ Walder, Marius „Vitzi“ Vietz, Patrick „Rick“ Tschurtschenthaler, Michael Brunner, Johannes „Jak“ Jakober | 2014     |           |
|                 | Aphrodelics           | Mike Ongeri, Igor Kölblinger, Rodney Hunter, George Ogunleye                                                                                                  | 1995 | 2001     |           |
| ?               | Die Au                | DJ Url, MC Average | 2011 |          |           |
|                 | Bauchklang            | Andres Franzl. Gerald Huber, Philipp Sageder, Christian Birawsky                                                                                              | Erich Schwab, Stefan Eigenthaler, Rainer Spangl, Peter Groißböck, Johannes Weinberger, Karl Schrumpf, Pollard Berrier, Alex Boeck                   | 1996     |           |
| ?               | Beatlefield           | Chakuza, DJ Stickle | Big J | 2002     |           |
| ?               | Brotlose Kunst        | Dosiz, Mamutmensch's, Mechanismus, Ohvo.O, Joka, Rapha.l und Schwazi                                                                                          | | 1990er   |           |
| ?               | Da Staummtisch        | Andreas Staudinger (Antrue), Hannes Puchner (Freistil), Roland Glockner (Roleee Solo), Michael Spießberger (DJ Concept)                                       | | 2004     |           |
|                 | DeWieners             | Roman Salomon a.k.a. ScOOp, Stefan Trautsch a.k.a. StePh, Philipp Svaton a.k.a. Sweat-On                                                                      | | 2000     |           |
|                 | Die Vamummtn          | Ansa, Zwara und Dreia | 2006 | 2016     |           |
|                 | EsRap                 | Esra Özmen, Enes Özmen | | 2019     |           |
| ?               | Fünfhaus Posse        | Da Hausmasta, Dr. M (Mischa Janisch), Moz (Martin Matzinger), Eub (Albin Janoska), T.J. (Thomas Lang), DJ Cut-Ex (David Schuller)                             | | 1993     |           |
| ?               | Hinterland            | Akinyemi MC, DJ Ability, Sam MC | | 2006     |           |
| ?               | Hörspielcrew          | Peter Jeidler aka P. Tah, Thomas Leitgeb aka Sourcingah, Clemens Ivanschitz aka Mens Mentis, Christoph Pickl aka Cpt Lazard, Andreas Zirkovich aka ATZ        | Sarah Biedner, Robert Zimmel aka DJ Nähkurs, Peter Tschach aka Sire LFO aka DRCT                                                                    | 2000     |           |
| ?               | Markante Handlungen   | Marquee, Kayo, Bauxl, Dokta GC, Twang, Phekt, Megga | Alexander Pressl | 2001     |           |
| ?               | Mundpropaganda        | DMC, AKDmik, DJ Stone | | 1999     |           |
| ?               | Neodisco              | Nikolaus Nöhrer, Georg Nöhrer, Sebastian Hofer | | 2009     | 2015      |
| ?               | N.I.K.O.              | Nikolai Selikovsky, Leslie April, Anna Mittermeier, Lukas Fellner, Eva Brander                                                                                | | 2010     |           |
| ?               | Ohrrausch             | Roman Gregory, Georgij Makazaria, Máté Kamarás | | 2000     | 2000      |
| ? Okma & Relups | Okma, Relups          | | 2006 |          |           |
| ?               | PerVers               | Dauawizzy, Boucher aka Metzga | Krizzfader, B. Chill | 1999     |           |
|                 | Rising Girl           | Werner Gesselbauer alias Brian Toolcut, Simon Koschar a.k.a. Dj T.W.I.O., Thomas Schriebl alias Schuby McStick, Thomas Thier alias Tom Tiger, J-Boy           | Christopher Beer alias Jimi D., Roland Taberhofer, Sebastian Cortolezis, Franklin Ehi-Egharevba alias Don Dagga, Werner Posekany alias verN         | 1995     |           |
| ?               | Rooftop Clique        | A.geh Wirklich?, Fuchs MC, Dauawizzy, Boucher, Funky Cottleti, Dj B-Chill, Dj Krizzfader, Adem Delon, SchokoMC, DaBeRtL, Gerard MC, Bonz, Geritto, Firefinger | |          |           |
| ?               | Rückgrat              | MC Markee, DJ Twang, Megga | | 1997     | 2005      |
| ?               | Scheibsta & die Buben | Philipp „Scheibsta“ Scheiblbrandner, David Binderberger, Lukas Pamminger, Philipp Bernsteiner, Klaus Brennsteiner, Johann Öttl                                | | 2014     |           |
| ?               | seizu                 | Fuchs MC, EJ Adem MC, Faun, DJ B Chill, Beatax, Firefinger, Riff Masta X                                                                                      | | 2000     |           |
| ?               | Schönheitsfehler      | Milo, Paul, Operator Burstup | Space Ant, DJ Megablast, MC Graffiti, MC Flex, Masta Huda                                                                                           | 1991     | 2005      |
|                 | Sua Kaan              | Mevlut Khan, Aqil, Gjana Khan, Shino | Chi-Feek | 1996     |           |
|                 | Texta                 | Flip, Laima, DJ Dan | Skero, Huckey | 1993     |           |
| ?               | Total Chaos           | Manuva, DBH | | 1993     |           |
|                 | Trackshittaz          | G-Neila, Manix | | 2010     | 2015      |
| ?               | Waxolutionists        | DJ Zuzee, DJ Buzz, Bionic Kid | | 1997     |           |